# Запис Костића миро (Сопот)
Запис Костића миро (Сопот) се налази на парцели чији је власник Костић Светислав.

## Локација
| Општина             | Пирот                                                                       |
| Катастарска општина | Сопот                                                                       |
| Потес               | Доње поље                                                                   |
| Координате          | 43° 13′ 26″ С; 22° 32′ 54″ И / 43.223999999999997° С; 22.548200000000001° И |
| Надморска висина    | 360m                                                                        |

## Карактеристике
Дендрометријске вредности утврђене на терену и сателитским снимцима:
| Стабло                     | Крст |
| Висина стабла              | m    |
| Обим дебла                 | m    |
| Пречник крошње             | 8m   |
| Пречник дебла              | m    |
| Висина дебла до прве гране | m    |

## База записа
Запис је у оквиру Викимедија пројекта "Запис - Свето дрво" заведен под редним бројем 0885.